# Ivan Hubený
Ivan Hubený (* 5. června 1948 Praha) je český astronom působící v USA. V roce 1986 odešel do zahraničí a v současné době pracuje na observatoři v americké Arizoně. Věnuje se studiu modelů atmosfér různých druhů hvězd a v posledních letech také exoplanet, od roku 2001 především jako teoretik.

## Vědecká činnost
Ivan Hubený vystudoval astronomii na Matematicko-fyzikální fakultě Univerzity Karlovy. Po své promoci v roce 1971 nastoupil do stelárního oddělení Astronomického ústavu v Ondřejově.
Zabýval se zde teoretickými problémy hvězdných atmosfér ve spolupráci s Lubošem Kohoutkem, Petrem Heinzelem, Petrem Harmancem a dalšími. Vyvinul zde program pro modelování hvězdných atmosfér a akrečních disků i analýzu jejich spekter (pod kódovým označením TLUSTY).

### Činnost v emigraci
Pro svoje politické názory byl tehdejším vedením Astronomického ústavu perzekvován, a proto odešel v roce 1986 do emigrace. Zpočátku pracoval v Joint Institute for Laboratory Astrophysics na Universitě v Coloradu v Boulderu.
V letech 1990–2001 byl vědeckým pracovníkem v Goddardově kosmickém středisku NASA v Greenbeltu (stát Maryland). Podílel se významně na pozorování a zpracování údajů z Hubbleova vesmírného teleskopu – konkrétně ze spektrografů GHRS (Goddard High Resolution Spectrograph) a STIS (Space Telescope Imaging Spectrograph).
Od r. 2001 pracuje v Tucsonu v Arizoně na National Optical Astronomy Observatory jako vědecký pracovník.
Působí také jako profesor na katedře astronomie Arizonské univerzity.
V minulosti se největší vědecký zájem soustředil na jeho modely atmosfér a přenosu záření žhavých hvězd (především třídy B) v tepelné nerovnováze.
Tyto modely později zobecnil také pro jiné typy hvězd – chladnější hvězdy hlavní posloupnosti, bílé trpaslíky, trpasličích nov, kvasary aj.
Jeho nejnovější práce modelují také atmosféry obřích extrasolárních planet a hnědých trpaslíků.

### Publikační činnost

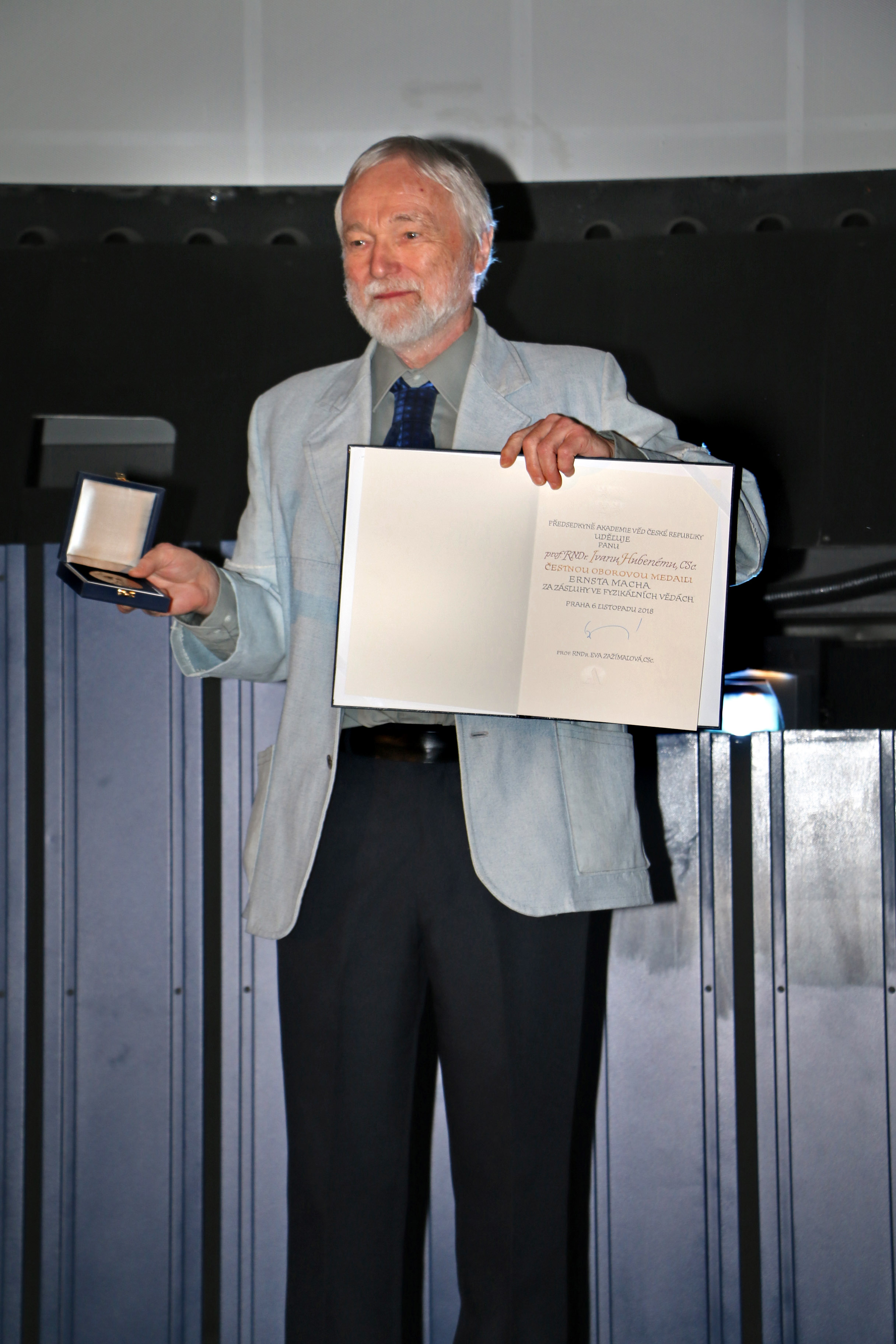
Ivan hubemý přebírá medaili Ernsta Macha, 2019

Ivan Hubený je autorem velkého množství vědeckých prací. Již za svého 15letého působení v Astronomickém ústavu na Ondřejově publikoval nebo spolupublikoval 45 původních vědeckých prací.
Do roku 2008 napsal celkem 390 prací, které byly celkem 5800krát citovány v jiných vědeckých pracích.
Jeho Hirschův citační index dosáhl hodnoty h = 39. S těmito scientometrickými parametry drží Ivan Hubený první místo mezi všemi českými astronomy působícími doma i ve světě.

## Členství v astronomických organizacích
Ivan Hubený je od roku 1977 členem Mezinárodní astronomické unie (IAU). V minulosti zde pracoval v několika funkcích, např. v 36. komisi Teorie hvězdných atmosfér.
Od roku 2004 je členem organizačního výboru 29. komise Spektra hvězd.
Je také členem Americké astronomické společnosti.

## Ocenění
V roce 2008 se stal laureátem Ceny Františka Nušla, kterou mu 7. listopadu 2008 udělila Česká astronomická společnost.
Při této příležitosti přednesl laureátskou přednášku Studium exoplanet: jeden z nejrychleji se rozvíjejících oborů moderní astrofyziky (za 13 let od pouhé detekce ke studiu jejich spekter a závěrům o fyzice, chemii, ale i meteorologii jejich atmosfér).
V roce 2003 byl zvolen čestným členem Učené společnosti ČR.